# Омоктуев, Баир Доржиевич
Баир Доржиевич Омоктуев (род. 2 декабря 1984, Иволгинский район, Бурятская АССР) — российский самбист, чемпион и призёр чемпионатов России и мира, чемпион Европы, Заслуженный мастер спорта России. Выступал во второй полусредней (до 74 кг) и первой средней (до 82 кг) весовых категориях. Наставниками Омоктуева были Б. Д. Жамбалов, Т. Ж. Санжиев и Бальжир Цыдыпов.
Супруги Виктор и Елена Алфёровы сняли о нём документальный фильм «Танец Орла».

## Спортивные результаты
- Чемпионат России по боевому самбо 2005 года — ;
- Чемпионат России по боевому самбо 2007 года — ;
- Чемпионат России по боевому самбо 2009 года — ;
- Чемпионат России по боевому самбо 2010 года — ;
- Чемпионат России по боевому самбо 2012 года — ;
- Чемпионат России по боевому самбо 2015 года — ;